# Rokh
 (février 2010).
Si vous disposez d'ouvrages ou d'articles de référence ou si vous connaissez des sites web de qualité traitant du thème abordé ici, merci de compléter l'article en donnant les références utiles à sa vérifiabilité et en les liant à la section « Notes et références ».
Pour le jeu vidéo, voir Rokh (jeu vidéo).
Le Rokh, Rock, Ruc ou Roc (en persan : رخ / Rox) est un oiseau fabuleux des contes d'origine persane et indienne écrits en langue arabe. Apparenté au Simorgh (de l'akkadien sūmurukū signifiant monture rougeoyante[réf. nécessaire]), oiseau de feu accompagnant l'orage, il est aussi présent dans les mythologies perses bien antérieures comme dans le Livre des Rois de Ferdowsi.
On rencontre des animaux mythologiques un peu similaires en tant que funeste présage d'une mort imminente surgissant comme la foudre[réf. nécessaire], symbole de renouveau et d'immortalité et surtout gardien millénaire de l'arbre de la connaissance[réf. nécessaire]. On le trouve aussi dans maints contes populaires, notamment sous l'appellation de Rokh dans des passages des Mille et Une Nuits, dans l'Histoire de Sindbad le marin : « …un oiseau énorme aux ailes formidables… …répandant l'obscurité sur l'île. » « …oiseau de grosseur extraordinaire… …dans une île fort éloignée, et qui pouvait soulever un éléphant. »

## Description
Dans sa Nature des Animaux (Kitāb Ṭabāʾiʿ al-Ḥayawān al-Baḥrī wa-al-Barrī), Sharaf al-Zamān Ṭāhir al-Marwazī (1056/57–1124/25) décrit l'oiseau de la sorte :

« Le rokh. On dit qu’il s’agit d’un animal qui ressemble à un chameau. Il a deux bosses et deux défenses. On doit se méfier de toutes les parties de son corps : sa chair, son sang, sa salive et ses excréments. Il n’est pas d’animal qui puisse le dépasser en étant remarqué, car il peut courir plus vite que le vent et doubler tous les autres animaux. Si un animal qui le fuit monte tout en haut d’un arbre, ou d’un autre endroit en hauteur, où il ne peut l’atteindre, il s’arrête en face de lui, et déploie sa queue de manière qu’elle prenne la forme d’une grosse pelle. Puis, il pisse dedans et jette l’urine en direction de l’animal qu’il poursuit. Sa queue est telle une membrane, de manière qu’elle puisse facilement être déployée et utilisée pour tenir quelque chose. Si l’animal qui fuit […] descend, il défèque sur lui. Si son urine ou ses excréments atterrissent sur un animal, il meurt. Aux échecs, le roque [la tour] tire son nom de lui, car il est plus fort que toutes les autres pièces. »

Le Livre de Marco Polo écrit en 1298 évoque aussi le Rock par ouï-dire :

« Et ils disent qu'en ces autres îles qui sont au sud (de Madagascar), où les navires ne peuvent aller par peur de ne pouvoir retourner pour le courant de la mer, que là on trouvent les oiseaux Griffon qui y apparaissent en certaines saisons de l'an, mais ils disent qu'ils sont d'une autre façon que nous disons. Et ceux qui ont été là et les ont vus contèrent audit messire Marco Polo qu'ils sont de même façon que l'aigle, mais ils sont grands et démesurés ; car ils disent que leurs ailes couvrent bien 30 pas, et que leurs plumes couvrent et sont longues de bien 12 pas. Et il est si fort qu'il prend un éléphant avec ses serres et le porte moult haut et puis le laisse choir et ainsi le tue et descend sur lui, et en mange à sa volonté. Et les gens de ces îles l'appellent Ruc, et il n'a pas autre nom. »

## Oiseaux mythiques comparables
Parmi les oiseaux mythiques comparables (ce qui n'implique cependant pas une origine commune) se trouvent le Fenghuang ou l'Oiseau vermillon chez les Chinois, Garuda pour les Indiens, les Thais et les Indonésiens, Suzaku pour les Japonais, le Phénix chez les Grecs. Le Rokh peut aussi être rapproché du mythe de Prométhée (« le prévoyant ») dont l'aigle de Zeus dévore le foie chaque jour pour le punir d'avoir offert le feu à l'humanité. On peut aussi évoquer l'oiseau tonnerre pour les Amérindiens, le Pouākai pour les Maoris (mythe peut-être né de l'aigle de Haast, aujourd'hui disparu) et l'oiseau Minka pour les aborigènes d'Australie.

## Oiseaux disparus
Le ratite géant de Madagascar, du genre éteint Aepyornis, aurait selon certains, pu être une des influences de l'imagination des conteurs qui relatèrent l'existence de cet oiseau mythique, si l'on ne tient pas compte de ce que ce dernier était quasiment aptère. Plus récemment, Steven Goodman a proposé qu'une origine du mythe soit en fait Stephanoaetus mahery, un rapace géant lui aussi originaire de Madagascar.